# 1985 K리그 자유선발
1985년도 K리그는 구단별 자유계약제로 신인선수를 선발하였다.
- 포항제철 아톰즈 : 이흥실, 조긍연 등 13명
- 할렐루야 독수리 : 조윤환 등 10명
- 현대 호랑이 : 이경남, 김종환, 곽성호 등 9명
- 럭키금성 황소 : 최진한 등 8명
- 대우 로얄즈 : 박노봉 등 2명